# Deoxynivalenol
Deoxynivalenol, DON, též vomitoxin, je jedovatá látka vytvářená plísněmi, které napadají zrno pšenice, ječmene, ovsa, žita, kukuřice i dalších obilnin. Při zpracování zaplísněných zrn deoxynivalenol kontaminuje potraviny a krmiva. U lidí se akutní otrava projevuje nevolností, zvracením, průjmem, bolestí břicha a hlavy, závratěmi a horečkou. Ze zvířat je k účinkům vomitoxinu zvláště citlivé prase, u kterého kromě zvracení a průjmu může způsobit i krváceniny na sliznicích nebo náhlý úhyn. I při nízkých dávkách však látka způsobuje snížení příjmu krmiva. U krav způsobuje snížení dojivosti, u drůbeže snižuje hmotnost vajec. Protože plísně netvoří jen jediný typ mykotoxinů, může přítomnost deoxynivalenolu posloužit i jako ukazatel přítomnosti dalších druhů.
Maximální přípustné množství deoxynivalenolu v potravinách je stanoveno v Nařízení Komise (ES) č. 1881/2006, limity pro krmiva pak v Doporučení Komise ze dne 17. srpna 2006.

## Chemická podstata
Deoxynivalenol patří mezi trichotheceny, což jsou tetracklické seskviterpeny s 12,13 epoxy- skupinou. Funkční skupinou deoxynivalenolu je karbonylová skupina na C-8. Sloučenina je velmi stabilní, zůstává beze změny během skladování obilnin, mletí zrna i během tepelné přípravy potravin.